# Dziewulski (krater księżycowy)
Dziewulski – krater na powierzchni Księżyca o średnicy 63 km, położony na 21,2° szerokości północnej i 98,9° długości wschodniej.
Decyzją Międzynarodowej Unii Astronomicznej w 1970 roku został nazwany od polskiego astronoma Władysława Dziewulskiego.